# Thị xã
Een thị xã is een administratieve eenheid in Vietnam. Een thị xã valt onder het bestuur van de provincie en staat op gelijke hoogte als de districten, (huyện en quận) en de provinciehoofdsteden in Vietnam. De thị xã's zijn onderverdeeld in klasse drie en klasse vier. Sinds augustus 2012 zijn er 44 thị xã's in Vietnam.

## Lijst van thị xã's
1. An Khê
2. An Nhơn
3. Ayun Pa
4. Bắc Kạn
5. Bỉm Sơn
6. Bình Long
7. Buôn Hồ
8. Cao Bằng
9. Châu Đốc (An Giang)
10. Cửa Lò
11. Chí Linh
12. Dĩ An
13. Đồng Xoài
14. Gia Nghĩa
15. Gò Công
16. Hà Tiên
17. Hồng Lĩnh
18. Hồng Ngự
19. Hương Thủy
20. Hương Trà
21. La Gi
22. Lai Châu
23. Long Khánh
24. Mường Lay
25. Ngã Bảy
26. Nghĩa Lộ
27. Ninh Hòa
28. Phú Thọ
29. Phúc Yên
30. Phước Long
31. Quảng Trị
32. Quảng Yên
33. Sa Đéc
34. Sầm Sơn
35. Sa Pa
36. Sông Cầu
37. Sông Công
38. Sơn Tây
39. Tam Điệp
40. Tân Châu
41. Tây Ninh
42. Thái Hòa
43. Thuận An
44. Từ Sơn
45. Vĩnh Châu (Sóc Trăng)